# Jurij Bachtijarow
Jurij Anatolijowycz Bachtijarow (ukr. Юрій Анатолійович Бахтіяров; ur. 25 kwietnia 1988) – ukraiński piłkarz, grający na pozycji bramkarza.

## Kariera piłkarska

### Kariera klubowa
Wychowanek klubu Bukowyna Czerniowce, barwy którego bronił w juniorskich mistrzostwach Ukrainy (DJuFL). W 2007 rozpoczął karierę piłkarską w podstawowym składzie Bukowyny Czerniowce, w którym występował do końca 2009 roku. Potem przeszedł do amatorskiego zespołu Guculszczyna Kosów.

### Kariera reprezentacyjna
Występował w studenckiej reprezentacji Ukrainy.

## Sukcesy i odznaczenia

### Sukcesy reprezentacyjne
- mistrz Uniwersjady: 2009

### Odznaczenia
- nagrodzony tytułem Mistrza Sportu Klasy Międzynarodowej: 2009